# Port lotniczy Muan
Port lotniczy Muan (IATA: MWX, ICAO: RKJB) – port lotniczy położony w powiecie Muan, w Korei Południowej.

## Linie lotnicze i połączenia
Port lotniczy obsługiwany jest przez 7 linii lotniczych, które oferują bezpośrednie połączenia do 7 portów lotniczych w 4 państwach:
| Linia lotnicza           | Kierunek                                                                         |
| ------------------------ | -------------------------------------------------------------------------------- |
| Beijing Capital Airlines | 1. Huangshan                                                                     |
| China United Airlines    | 1. Ordos                                                                         |
| Hunnu Air                | 1. Ułan Bator                                                                    |
| Jeju Air                 | 1. Czedżu 2. Kota Kinabalu 3. Nagasaki 4. Yanji 5. Zhangjiajie                   |
| Jin Air                  | 1. Czedżu 2. Osaka-Kansai 3. Tajpej-Taiwan Taoyuan 4. Tokio-Narita 5. Ułan Bator |
| Sichuan Airlines         | 1. Zhangjiajie                                                                   |
| VietJet Air              | 1. Da Nang                                                                       |